# دونغجاوتو
دونغجاوتو (بالصينية: 东角头)(بالبينيين: dōng jiǎo tóu) هي منطقة سكنية، وسابقا كانت منطقة صناعية أيضا. تقع بين منطقتي شيكو وهوهاي، فيناشان، شنجن، الصين.